# Rayure (biologie)
Pour les articles homonymes, voir Rayure.
Ne doit pas être confondu avec les rayures de tigre.
Les rayures ou zébrures sont des zones allongées contrastées dans l'apparence visuelle d'un organisme vivant. Lorsqu'une couleur est nettement plus présente qu'une autre, ou si le motif ne concerne qu'une partie de l'organisme, on la considère comme couleur de fond.

## Avantage sélectif
Des éthologues se sont intéressés aux rayures de divers animaux. Les rayures rendent l'estimation de la distance et du mouvement de l'animal ou d'un groupe d'animaux rayés plus difficile : ce camouflage disruptif peut favoriser le succès d'un prédateur, comme le tigre ou la survie d'une proie, comme le zèbre,.

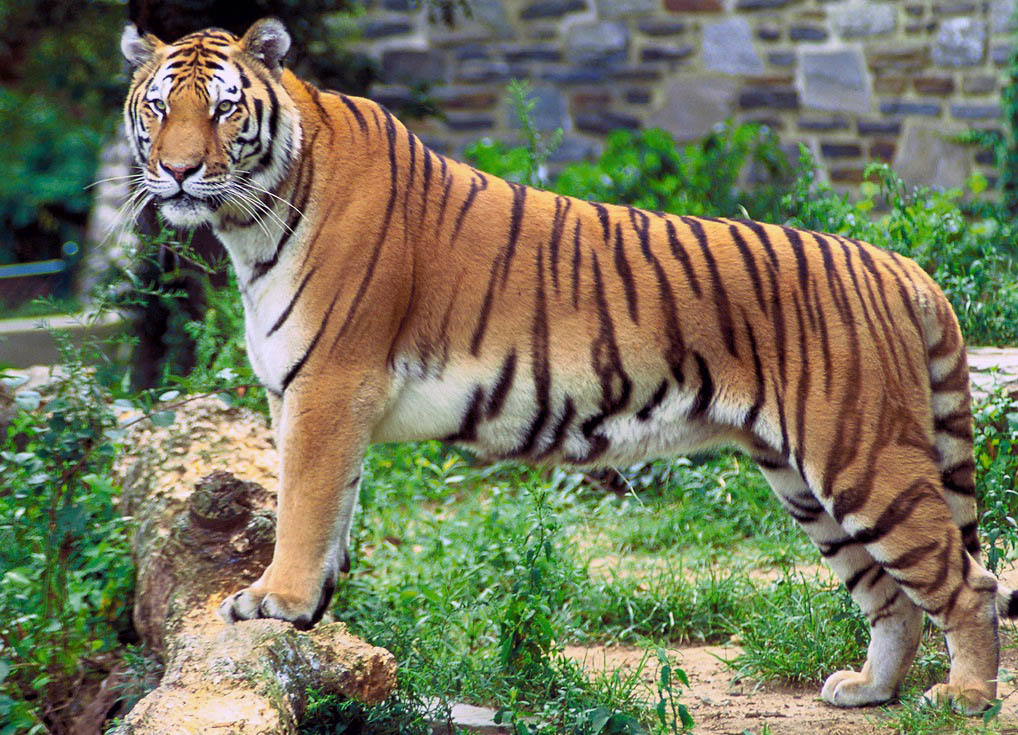
Tigre (Panthera tigris)
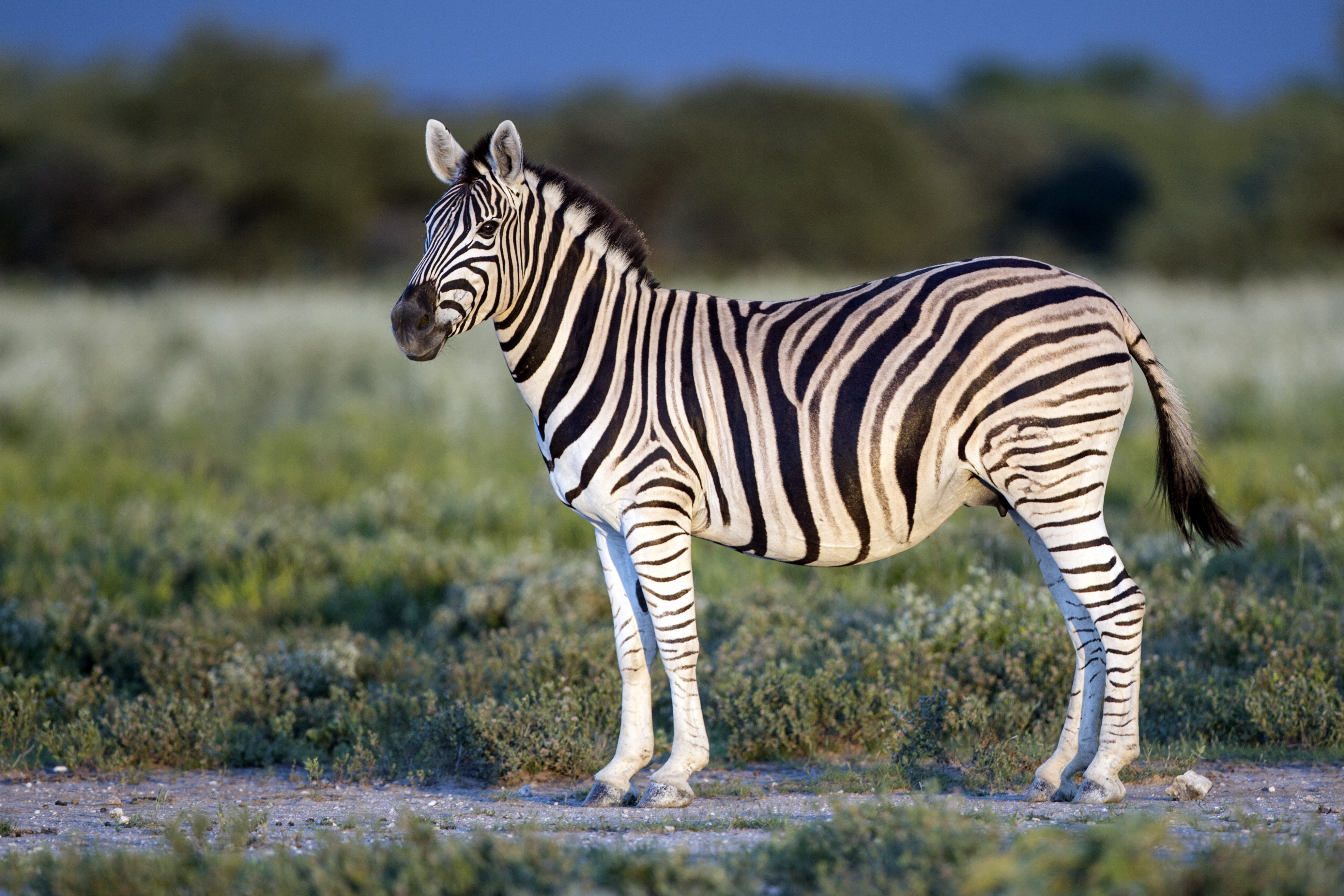
Zèbre des plaines (Equus quagga)